# Samuel Cookson
Samuel Percy Cookson (* 17. Januar 1891 in Bargoed; † 1974) war ein walisischer Fußballspieler.

## Karriere
Cookson wurde im Februar 1914 als Spieler von Bargoed Town für die geringe Ablösesumme von £50 vom englischen Erstligisten Manchester United verpflichtet, zunächst Amateur erhielt er im Mai 1914 einen Profivertrag und verdiente fortan während der Saison £4 wöchentlich und £2,5 in der Saisonpause. Sein Ligadebüt gab der Waliser am 26. Dezember 1914 bei einem 1:1-Unentschieden gegen den FC Liverpool an der Anfield Road. In den folgenden Wochen kam Cookson regelmäßig als Außenläufer in der Mannschaft um Superstar Billy Meredith zum Einsatz, nicht zuletzt weil der eigentlich auf dieser Position gesetzte bisherige Mannschaftskapitän George Hunter aus disziplinarischen Gründen auf unbestimmte Zeit suspendiert worden war. Mit der Verpflichtung von James Montgomery im März 1915 verlor er seinen Platz im Team wieder und wirkte daher auch nicht am 2. April im Rückspiel gegen den FC Liverpool mit, das von mehreren Spielern beider Mannschaften zur Wettmanipulation benutzt wurde. In den kriegsbedingten Ersatzwettbewerben − der reguläre Spielbetrieb war wegen des Ersten Weltkriegs zum Ende der Saison 1914/15 eingestellt worden – kam Cookson gelegentlich zum Einsatz. 1919 wurde er noch vor Wiederaufnahme des normalen Ligabetriebs aus seinem Vertrag entlassen.